# Tournoi de tennis d'Oslo
Le tournoi d'Oslo (Norvège) est un tournoi de tennis féminin du circuit professionnel WTA.
La seule édition de l'épreuve a été organisée en 1991.
Une édition masculine a également été organisée à Oslo en 1974 en salle.

## Palmarès dames

### Simple
| No | Date       | Nom et lieu du tournoi | Catégorie | Dotation | Surface         | Vainqueure         | Finaliste       | Score    |         |
| -- | ---------- | ---------------------- | --------- | -------- | --------------- | ------------------ | --------------- | -------- | ------- |
| 1  | 05-02-1991 | Oslo Open, Oslo        | Tier V    | 75 000 $ | Moquette (int.) | Catarina Lindqvist | Raffaella Reggi | 6-3, 6-0 | Tableau |

### Double
| No | Date       | Nom et lieu du tournoi | Catégorie | Dotation | Surface         | Vainqueures                      | Finalistes                       | Score         |         |
| -- | ---------- | ---------------------- | --------- | -------- | --------------- | -------------------------------- | -------------------------------- | ------------- | ------- |
| 1  | 05-02-1991 | Oslo Open Oslo         | Tier V    | 75 000 $ | Moquette (int.) | Claudia Kohde-Kilsch Silke Meier | Sabine Appelmans Raffaella Reggi | 3-6, 6-2, 6-4 | Tableau |

## Palmarès messieurs

### Simple
| No | Date       | Nom et lieu du tournoi | Catégorie | Dotation | Surface | Vainqueur     | Finaliste   | Score    |  |
| -- | ---------- | ---------------------- | --------- | -------- | ------- | ------------- | ----------- | -------- |  |
| 1  | 18-11-1974 | , Oslo                 |           | NC $     | NC      | Jeff Borowiak | Karl Meiler | 6-3, 6-2 |  |

### Double
| No | Date       | Nom et lieu du tournoi | Catégorie | Dotation | Surface | Vainqueurs               | Finalistes                     | Score    |  |
| -- | ---------- | ---------------------- | --------- | -------- | ------- | ------------------------ | ------------------------------ | -------- |  |
| 1  | 18-11-1974 | , Oslo                 |           | NC $     | NC      | Karl Meiler Haroon Rahim | Jeff Borowiak Vitas Gerulaitis | 6-3, 6-2 |  |